# 布倫內克冰原島峰

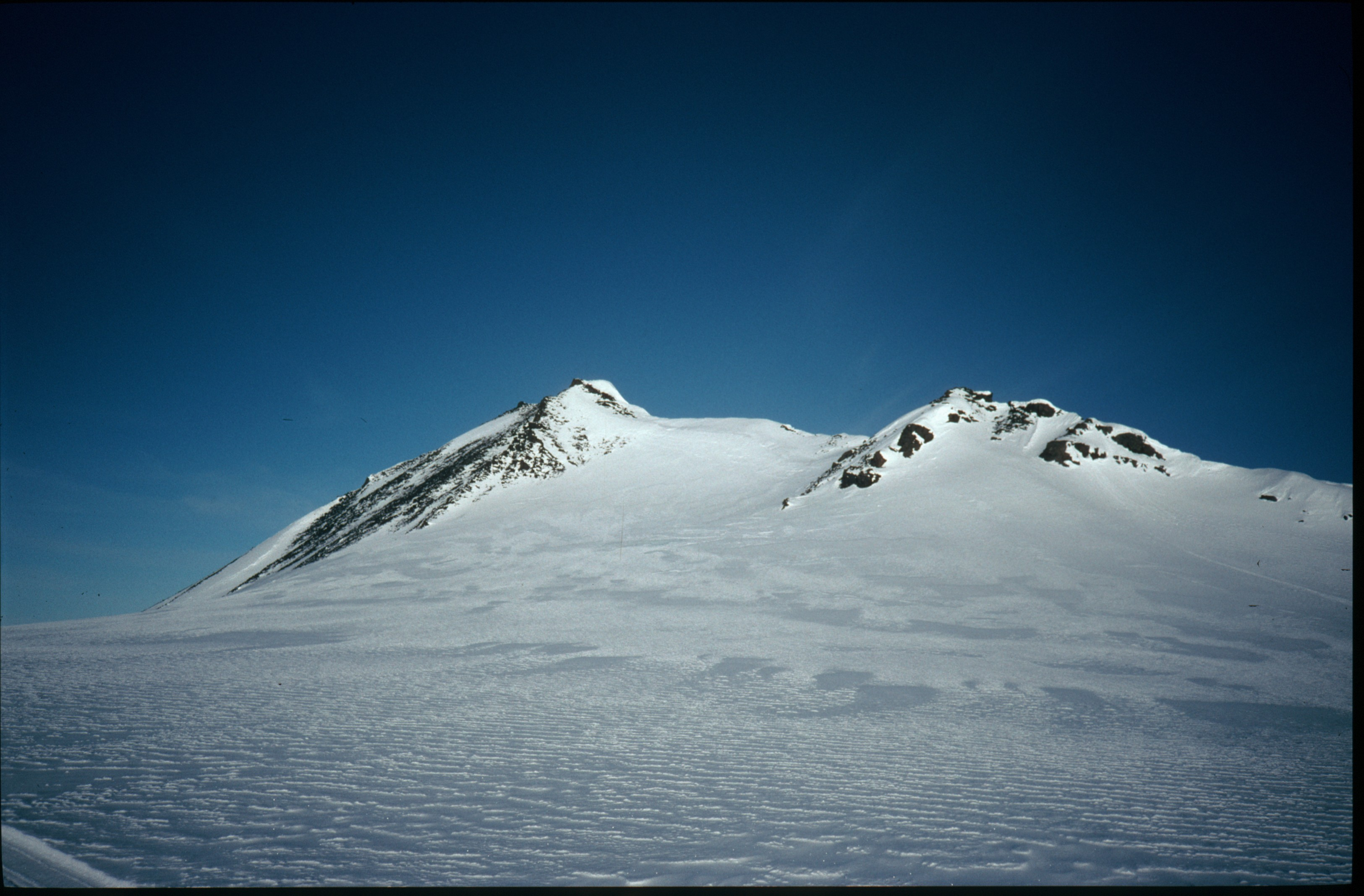

72°14′S 63°35′W / 72.233°S 63.583°W
布倫內克冰原島峰（英語：Brennecke Nunataks），是南極洲的冰原島峰，位於帕爾默地，處於博蒙特冰川源頭北面，美國地質調查局根據該國海軍的空中照片繪入地圖，現時由南極條約體系管理。